# Khoryug
Khoryug (tibétain : ཁོར་ཡུག, Wylie : khor yug, signifiant « environnement »), abréviation de Rangjung Khoryug Sungkyop Tsokpa (tibétain : རང་འབྱུང་ཁོར་ཡུག་སུང་ཀྱོབ་བཙོག་པ, Wylie : rang 'byung khor yug sung kyob btsog pa,, signifiant « association pour la protection de l‘environnement naturel »), fondée en mars 2009 par le 17e karmapa Orgyen Trinley Dorje est une association de monastères et couvents de l'école Karma-kagyu du bouddhisme tibétain œuvrant à la protection de l'environnement de la région himalayenne

## Historique

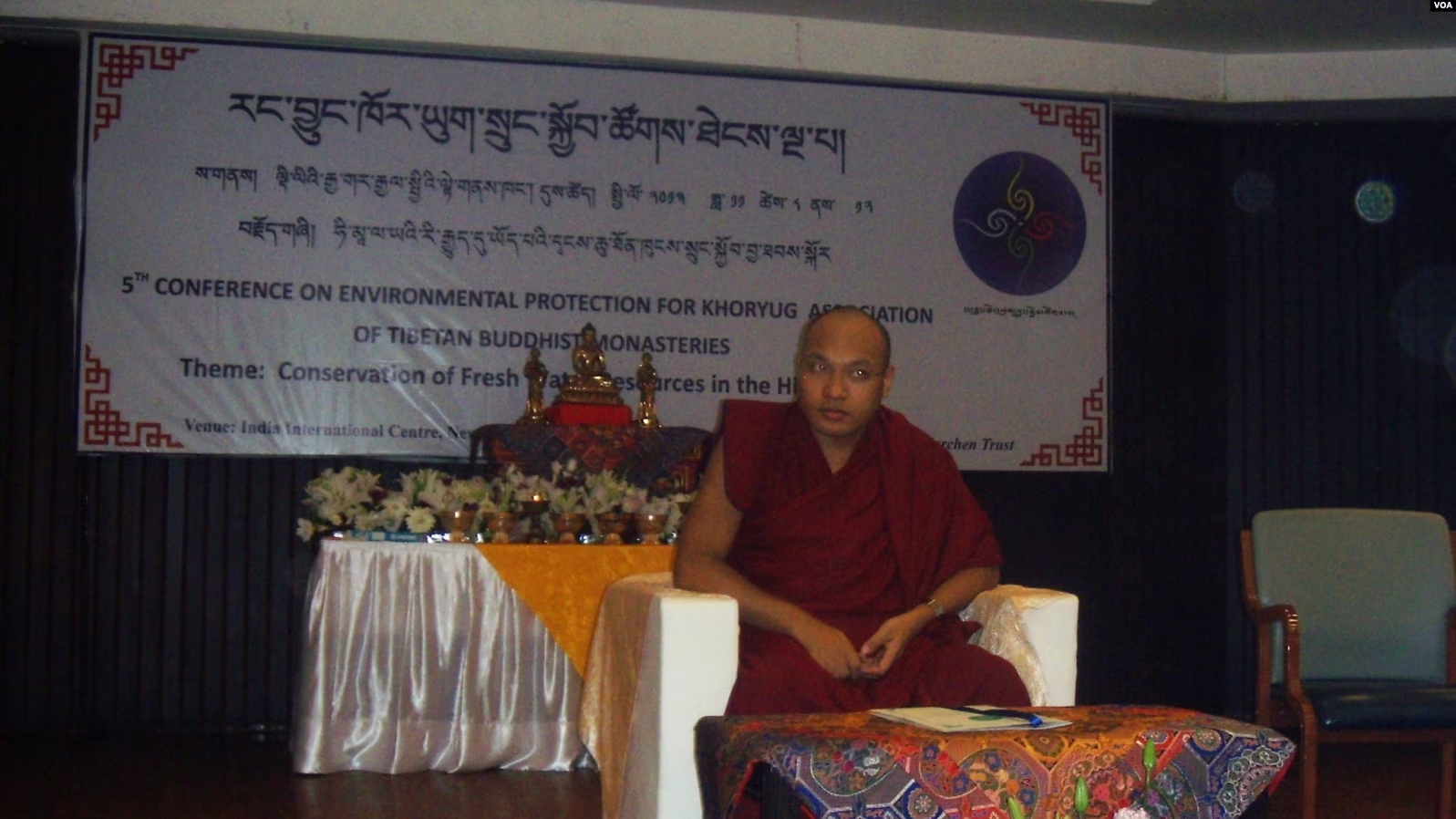
Le 17e karmapa à la 5e conférence Khoryug à New Delhi le 8 novembre 2013

Le 17e karmapa a demandé à Dekila Chungyalpa, directeur du programme Sacred Earth du World Wildlife Fund, de collaborer avec ses moines pour établir des directives environnementales pour des monastères, des couvents et des centres bouddhistes tibétains de l'Himalaya. Selon Chungyalpa, « les lignes directrices étaient uniques en ce sens qu'elles présentaient la science et les solutions aux principales menaces environnementales auxquelles sont confrontés l'Himalaya et le plateau tibétain dans le cadre philosophique du bouddhisme ».
Ces efforts ont abouti à la création de Khoryug, un réseau sous l'égide  du 17e karmapa de 55 monastères, couvents et centres bouddhistes œuvrant à la protection de l'environnement de la région himalayenne   du Ladakh au nord-ouest de l'Inde jusqu'au Bhoutan.
Ces monastères et couvents développent leurs projets d'agriculture biologique, de collecte de l'eau sur les toits, de reboisement et de nettoyage des rivières.
Ce programme permet la plantation annuelle de plus de 25 000 jeunes arbres indigènes, la transition à l'énergie solaire comme principale source de chauffage de l'eau et des cuisines dans vingt et un des monastères.
Les institutions de Khoryug n'utilisent pas de plastique, trient les déchets pour le recyclage, nettoient les espaces publics une fois par mois et sont végétariens en lien avec les principes bouddhistes et le changement climatique.
Khoryug travaille en association avec le programme Sacred Earth du World Wildlife Fund (WWF), l'Ashoka Trust for Research in Ecology and the Environment (en), le Centre for Science and Environment (en)) et Tenzin Norbu, le directeur du bureau de l'environnement et du développement du Ministère de l'Information et des Relations internationales de l'administration centrale tibétaine.

## Publications
- Environmental Guidelines for Karma Kagyu Buddhist Monasteries, Centers and Community (2008)[8]
- 108 Things You Can Do today on Earth Day (2009)[9]
- Disaster Management Guidelines for Tibetan Buddhist Monasteries and Nunneries (2017)[10]